# Sainte-Croix-Vallée-Française
Sainte-Croix-Vallée-Française – miejscowość i gmina we Francji, w regionie Oksytania, w departamencie Lozère.
Według danych na rok 1990 gminę zamieszkiwały 312 osoby, a gęstość zaludnienia wynosiła 17 osób/km² (wśród 1545 gmin Langwedocji-Roussillon Sainte-Croix-Vallée-Française plasuje się na 619. miejscu pod względem liczby ludności, natomiast pod względem powierzchni na miejscu 424.).

## Populacja

Populacja Sainte-Croix-Vallée-Française w latach 1962–2008